# Gran Premi de Canes
|  | No confondre amb Gran Premi (Festival de Canes), premi del Festival de Canes |

El Gran Premi de Canes (en francès: Grand Prix de Cannes) va ser una competició ciclista francesa que es disputava anualment pels voltants de la vila de Canes. Creat al 1926, es va córrer fins al 1991.

## Palmarès
| Any     | Vencedor                 | Segon                     | Tercer                    |
| ------- | ------------------------ | ------------------------- | ------------------------- |
| 1926    | Francois Urago           | Sébastien Piccardo        | Paulin Lanteri            |
| 1927    | Louis Gras               | Embarek Fliffel           | François Menta            |
| 1928    | Giuseppe Rivella         | Louis Gras                | Giuseppe Enrici           |
| 1929    | Yves Le Goff             | Felice Gremo              | Antoine Mugnaoni          |
| 1930    | Gaspard Rinaldi          | Jean Maréchal             | René Brossy               |
| 1931    | Louis Gras               | Adrien Butafocchi         | Louis Minardi             |
| 1932    | René Vietto              | Luigi Barral              | Pierre Pastorelli         |
| 1933    | René Vietto              | Fernand Cornez            | Clément Bistagne          |
| 1934    | Fernand Cornez           | Louis Aimar               | Roger Cottyn              |
| 1935    | Antonio Zanella          | Léo Amberg                | Antoine Arnaldi           |
| 1936    | Alfred Weck              | Adrien Butafocchi         | Raymond Louviot           |
| 1937    | Giuseppe Martano         | Lucien Lauk               | Luigi Barral              |
| 1938    | Lucien Lauk              | Elia Frosio               | André Deforge             |
| 1939    | Karl Litschi             | André Deforge             | Giuseppe Martino          |
| 1940    | no disputat              | no disputat               | no disputat               |
| 1941    | Bruno Carini             | René Vietto               | Fermo Camellini           |
| 1942    | Gino Proietti            | Victor Pernac             | Dante Gianello            |
| 1943-45 | no disputat              | no disputat               | no disputat               |
| 1946    | Paul Neri                | Joseph Soffietti          | Pierre Baratin            |
| 1947    | Raymond Guegan           | Joseph Soffietti          | Lucien Lauk               |
| 1948    | René Vietto              | Paul Neri                 | Édouard Fachleitner       |
| 1949    | Antonin Canavese         | Édouard Fachleitner       | Jesus Moujica             |
| 1950    | Édouard Fachleitner      | Nello Lauredi             | Antoine Giauna            |
| 1951    | Lucien Teisseire         | Fernando Moreira          | Raoul Rémy                |
| 1952    | Louison Bobet            | Pierre Molinéris          | Adolphe Pezzuli           |
| 1953    | Pierre Baratin           | Angelo Conterno           | Émile Rol                 |
| 1954    | Gilbert Bauvin           | Jean Leullier             | Alex Close                |
| 1955    | Jean Forestier           | Raoul Rémy                | René Privat               |
| 1956    | Joseph Mirando           | Yvon Ramella              | Vincent Vitteta           |
| 1957    | Antonin Rolland          | Tino Sabbadini            | Joseph Mirando            |
| 1958    | Tino Sabbadini           | Gilbert Bauvin            | Joseph Mirando            |
| 1959    | Francis Anastasi         | Claude Mattio             | Emmanuel Busto            |
| 1960    | Jean Bonifassi           | Albert Bouvet             | Claude Mattio             |
| 1961    | Nino Defilippis          | Claude Valdois            | Raymond Poulidor          |
| 1962    | Rudi Altig               | François Le Her           | Fernand Picot             |
| 1963    | François Mahé            | Raymond Poulidor          | Ian Moore                 |
| 1964    | Raymond Poulidor         | Winfried Bölke            | Jean Dupont               |
| 1965    | Michele Dancelli         | Jean-Claude Wuillemin     | Jean Jourden              |
| 1966    | Flavio Vicentini         | Carmine Preziosi          | Gilbert Bellone           |
| 1967    | Jean-Paul Paris          | Charly Grosskost          | Maurice Izier             |
| 1968    | Jacques Cadiou           | Claude Guyot              | Jean-Louis Bodin          |
| 1969    | Gilbert Bellone          | Arie den Hartog           | José Catieau              |
| 1970    | Paul Gutty               | Gilbert Bellone           | Désiré Letort             |
| 1971    | Frans Verbeeck           | Derek Harrison            | Michel Perin              |
| 1972    | Roberto Poggiali         | Michel Perin              | Giuseppe Berletto         |
| 1973    | Tino Tabak               | Leif Mortensen            | Claude Tollet             |
| 1974    | Franco Bitossi           | Frans Verbeeck            | Tino Tabak                |
| 1975    | Jean-Pierre Danguillaume | Fedor den Hertog          | Maurice Le Guilloux       |
| 1976    | Georges Talbourdet       | Sylvain Vasseur           | Jean-Luc Molinéris        |
| 1977    | no disputat              | no disputat               | no disputat               |
| 1978    | Wilfried Wesemael        | Sven-Åke Nilsson          | Yvon Bertin               |
| 1979    | Sean Kelly               | Walter Planckaert         | Henk Lubberding           |
| 1980    | Jan Raas                 | Rik Van Linden            | Pierre-Raymond Villemiane |
| 1981    | Kim Andersen             | Pierre-Raymond Villemiane | Stephen Roche             |
| 1982    | Laurent Fignon           | Patrick Stephan           | Hubert Seiz               |
| 1983    | Gilbert Glaus            | Jean-Marie Grezet         | Patrick Moerlen           |
| 1984    | Yvon Madiot              | Pierre Bazzo              | Laurent Biondi            |
| 1985    | Adrie van der Poel       | Frédéric Vichot           | Allan Peiper              |
| 1986    | Gilbert Glaus            | Charly Bérard             | Jérôme Simon              |
| 1987    | Sean Yates               | Frédéric Vichot           | Gilbert Glaus             |
| 1988    | Jérôme Simon             | Andreas Kappes            | Bruno Wojtinek            |
| 1989    | Roland Le Clerc          | Luc Leblanc               | Régis Simon               |
| 1990    | Gérard Rué               | Udo Bölts                 | Frank Van Den Abeele      |
| 1991    | Yvon Madiot              | Harry Lodge               | Laurent Jalabert          |